# Шардаринское водохранилище
Шардаринское водохранилище (каз. Шардара бөгені) — водохранилище, расположенное на реке Сырдарья на территории Туркестанской области Казахстана. Построено в 1966 году. Третье по площади водохранилище Казахстана. Высота над уровнем моря — 252 м.

## География

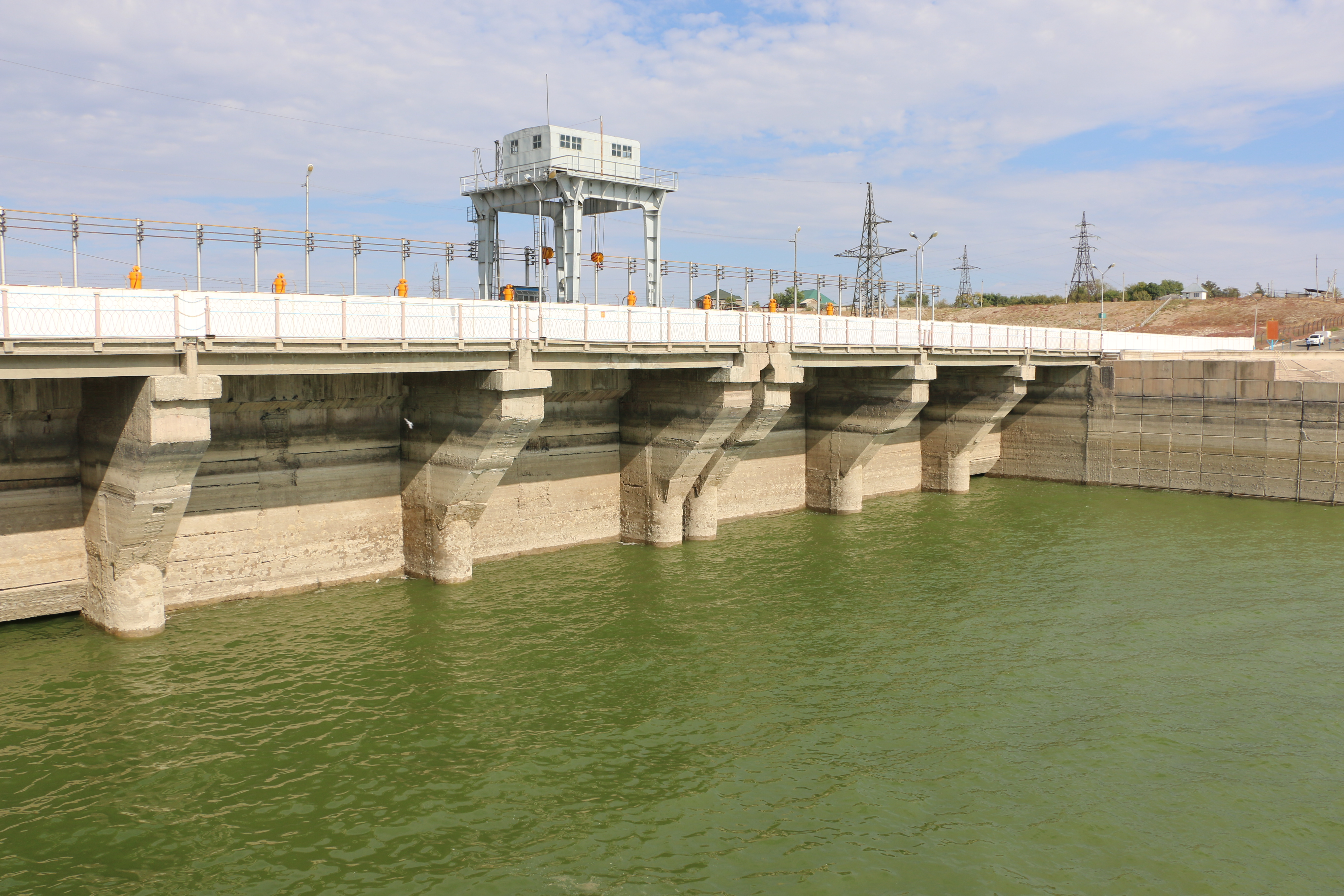
Шардаринская ГЭС

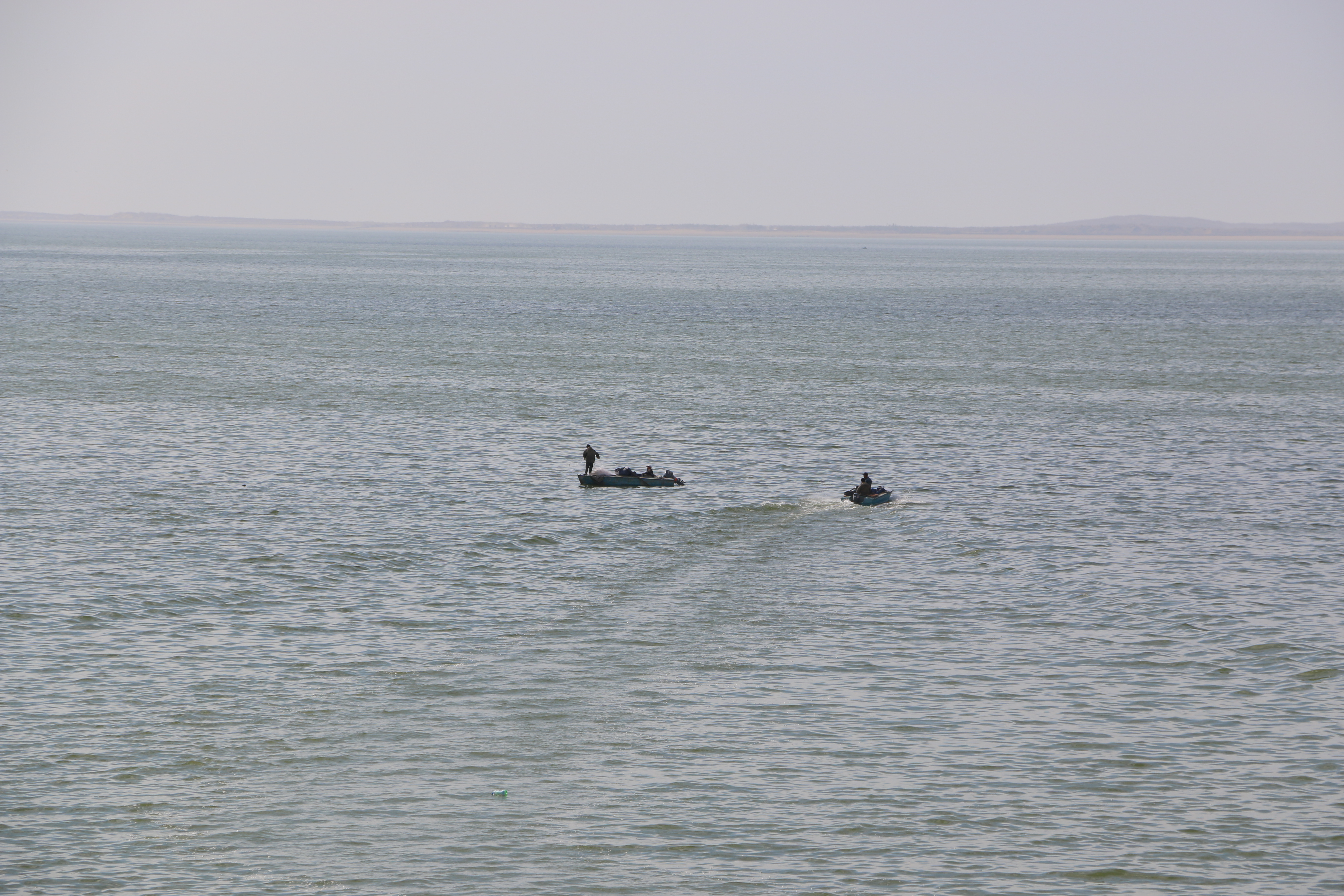
Ловля рыбы на Шардаринском водохранилище

Осуществляет многолетнее регулирование стока, также используется для энергетики, на плотине находится Шардаринская ГЭС и для ирригации — Кызылкумский канал. Является источником воды для города Шардара.
Длина водохранилища — 80 км, ширина — 25 километров. Водохранилище находится на юге Казахстана, на границе с Узбекистаном. Ввиду южного положения является незамерзающим.
Площадь — 783 км², полный объём — 5,7 км³, полезный — 4,2 км³. В 2008 году сообщалось, что критический максимум — 5,5 км³. В маловодные годы может срабатываться ниже «мёртвого объёма», но при снижении объёма до 0,5 км³ остаётся «грязная жижа».
Расходы воды:
- среднемноголетний — 626 м³/с,
- летний минимальный — 56,3 м³/с,
- зимний минимальный — 137 м³/с,
- через все 4 турбины при расчетном напоре — 780 м³/с[3].

Вытекающие водотоки:
- Сырдарья,
- Кызылкумский канал,
- протока в Арнасайские озёра,
- подводящий канал к каналу Достык[6].

## Наполнение Айдаркуля
Для контроля уровня воды на водохранилище были поставлены шлюзы. В 1969 году случился сильный паводок, шлюзы были открыты, поскольку пропускной способности гидроагрегатов было недостаточно. С февраля 1969 года по февраль 1970 года 21 км³ воды (почти 60 % ежегодного стока Сырдарьи) было направлено из Шардаринского водохранилища в Арнасайскую низменность. В результате образовалось озеро. С 1969 года Айдаркуль регулярно получало приток из Сырдарьи, если Шардаринское водохранилище переполнялось. Так постепенно заполнилась водой Арансайская низменность и образовалось второе по размеру озеро в регионе (после пересыхающего Аральского моря).
В 1993—2001 годах было сброшено почти 30 км³ воды. За два года (2002—2003) было выпущено ещё 7 км³. Увеличение сбросов было связано с переводом Токтогульского водохранилища в энергетический режим и значительным увеличением зимних пропусков.
В 2000-х годах объём воды в Айдаркуле превышал полезную ёмкость Шардаринского водохранилища в 10,5 раз.